# تربیت (فیلم ۱۹۵۸)
تربیت (انگلیسی: Parvarish) یا پرورش یک فیلم است که در سال ۱۹۵۸ منتشر شد. از بازیگران آن می‌توان به راج کاپور، مالا سینها، نظیر حسین و لالیتا پاوار اشاره کرد.